# Eurydactylodes vieillardi
Espèce
Synonymes
- Platydactylus vieillardi Bavay, 1869

Statut de conservation UICN

 NT  : Quasi menacé
Eurydactylodes vieillardi est une espèce de gecko de la famille des Diplodactylidae.

## Répartition
Cette espèce est endémique de Nouvelle-Calédonie. Elle se rencontre vers Houagape.

## Description
C'est un gecko arboricole, nocturne et insectivore.

## Étymologie
Cette espèce est nommée en l'honneur de Eugène Vieillard.

## Philatélie
Ce gecko a été représenté sur un timbre poste de Nouvelle-Calédonie de 70 francs pacifique du 9 octobre 2003 faisant partie d'une série de quatre sujets illustrant des geckos et consacrée au programme Forêt sèche.

## Publication originale
- Bavay, 1869 : Catalogue des Reptiles de la Nouvelle-Calédonie et description d'espèces nouvelles. Mémoires de la Société Linnéenne de Normandie, vol. 15, p. 1-37.